# Museo Provincial Horacio Quiroga
El Museo Provincial Horacio Quiroga —también conocido como Casa de Horacio Quiroga— es un museo situado en la ciudad de San Ignacio,  en Argentina.
Cuenta con un auditorio y funciona como centro cultural siendo utilizado como espacio artístico, cultural y social.

## Ubicación
Se encuentra ubicado en la Calle Horacio Quiroga S/N° (a 500 ms. del Arco de Acceso al Escuadrón 11 de Gendarmería Nacional, con sentido al Puerto Nuevo).

## Descripción
El museo se halla en la casa donde vivió y trabajó el escritor Horacio Quiroga. Los paisajes selváticos de los alrededores le sirvieron de inspiración para su libro Cuentos de la selva, publicado en 1918 en Buenos Aires. El museo conserva muebles, fotografías, herramientas, vajilla y papeles manuscritos del escritor.

## Turismo
Este museo forma parte de la Región del Sur es una subregión turística de la provincia de Misiones, Argentina.
Está integrada por los departamentos de Apóstoles, Capital, Candelaria, San Ignacio, Concepción y San Javier.

## Galería

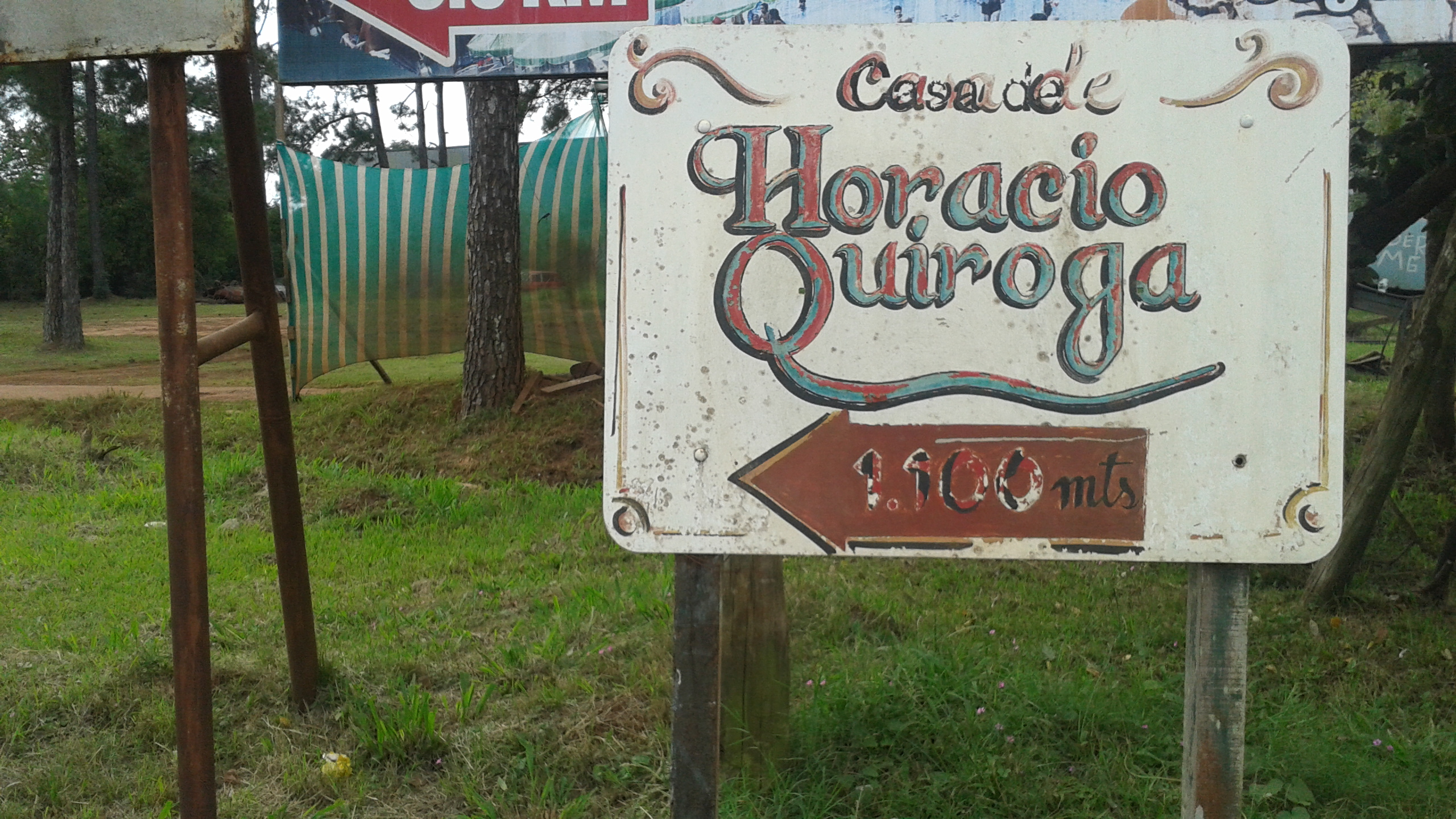
Cartel en Ruta 12
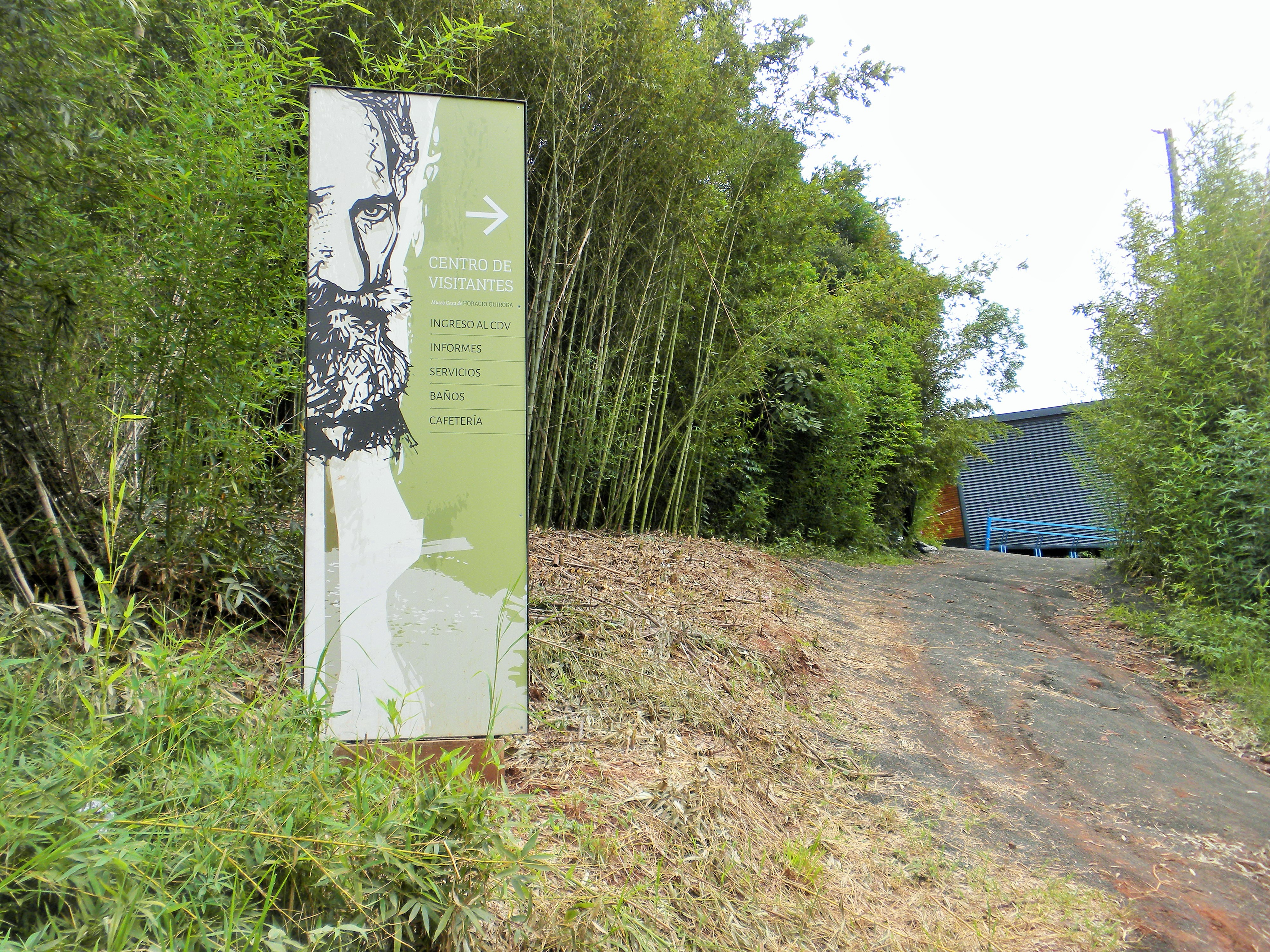
Centro de Visitantes
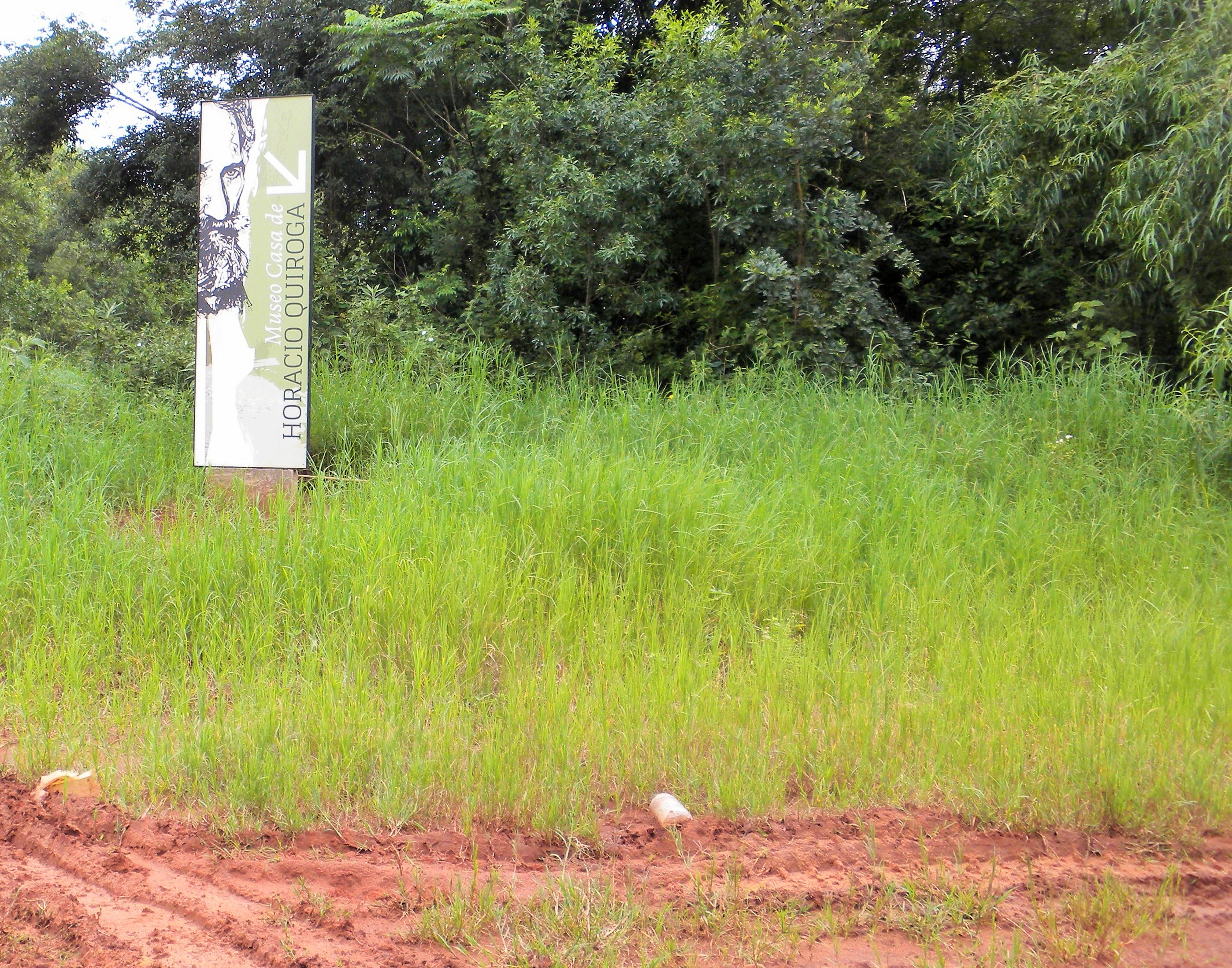
Cartel en San Ignacio
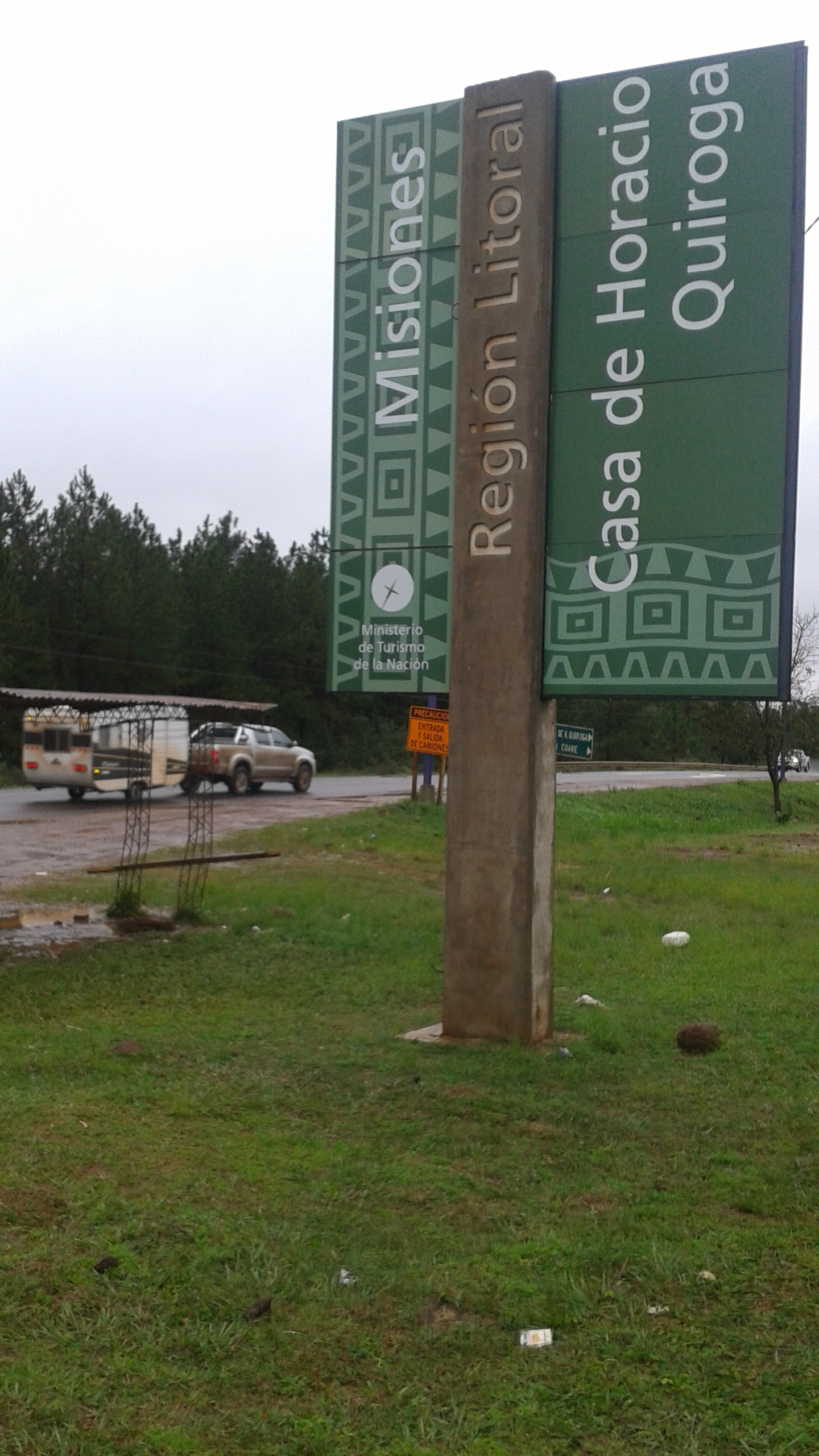
Ruta Nacional N°12
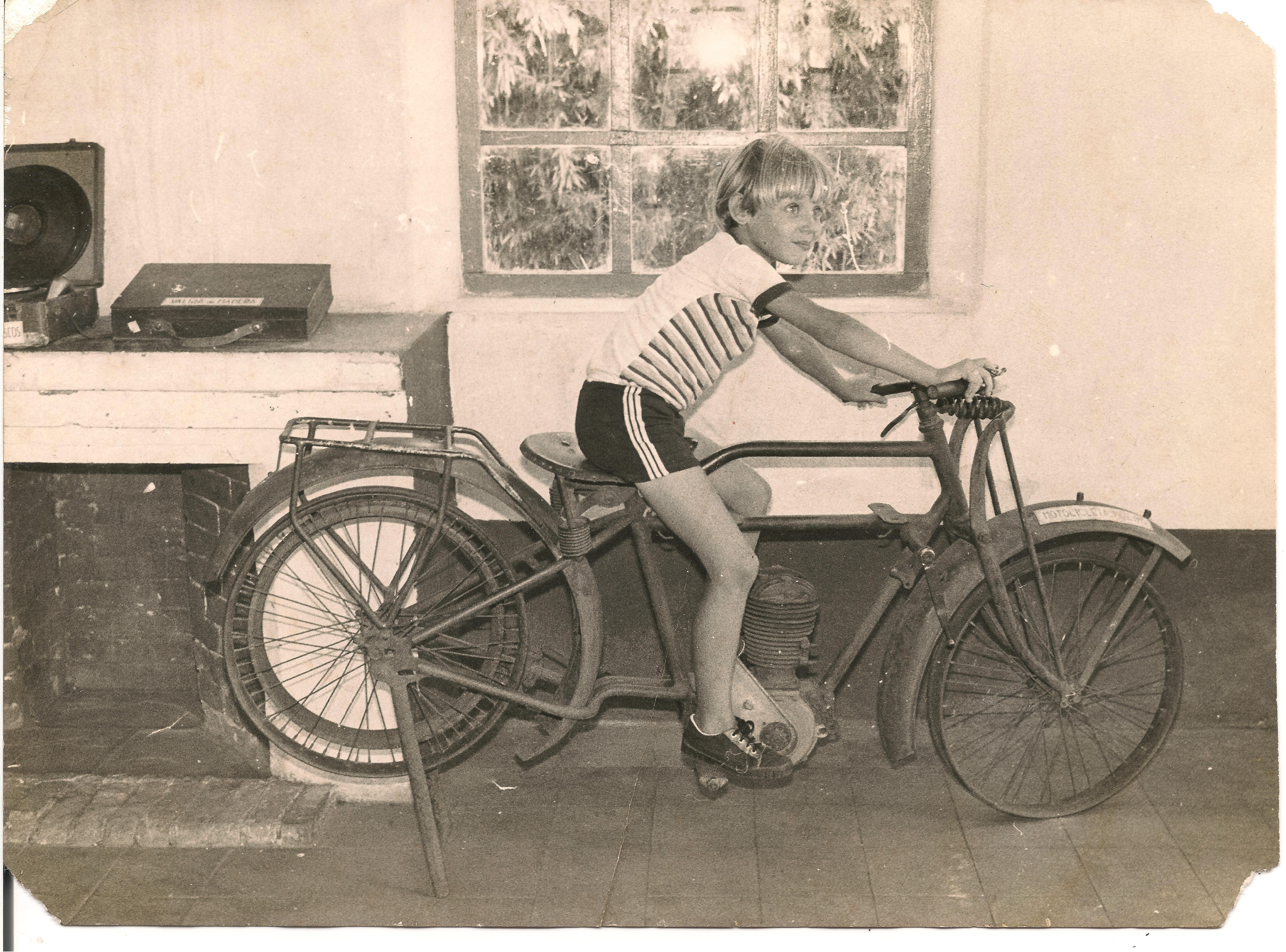
Moto de Quiroga
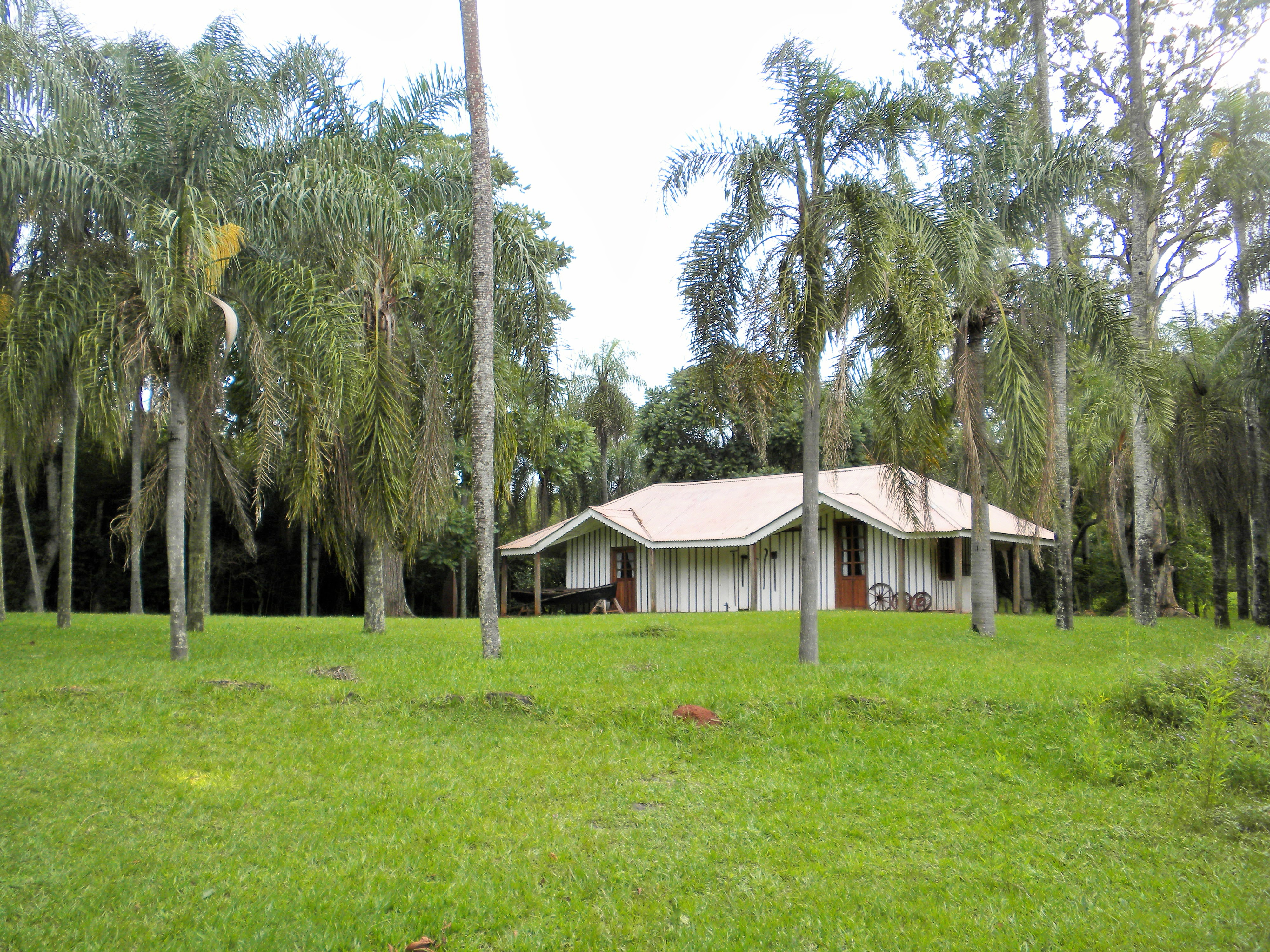
Primera casa
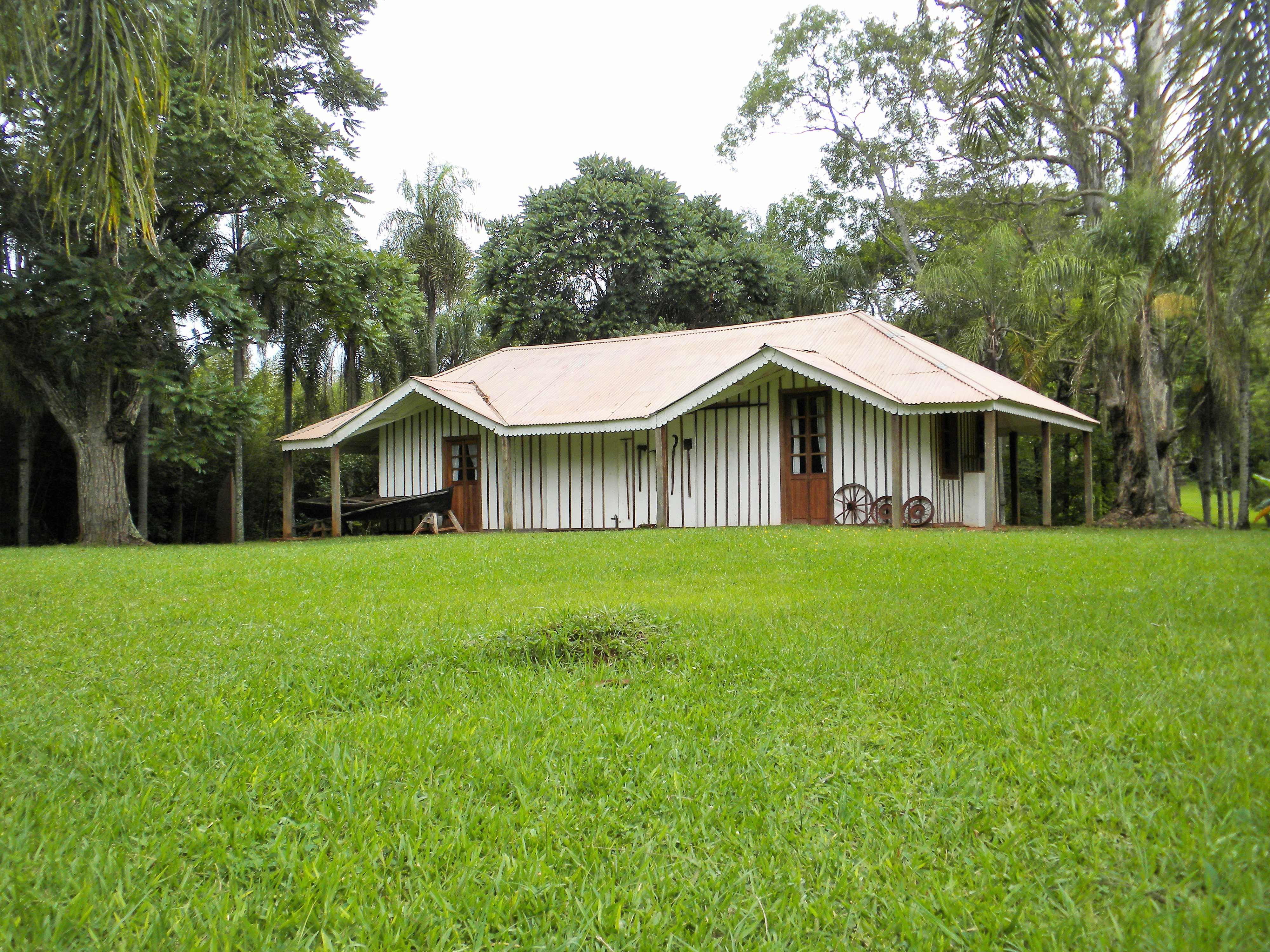
Casa en el parque
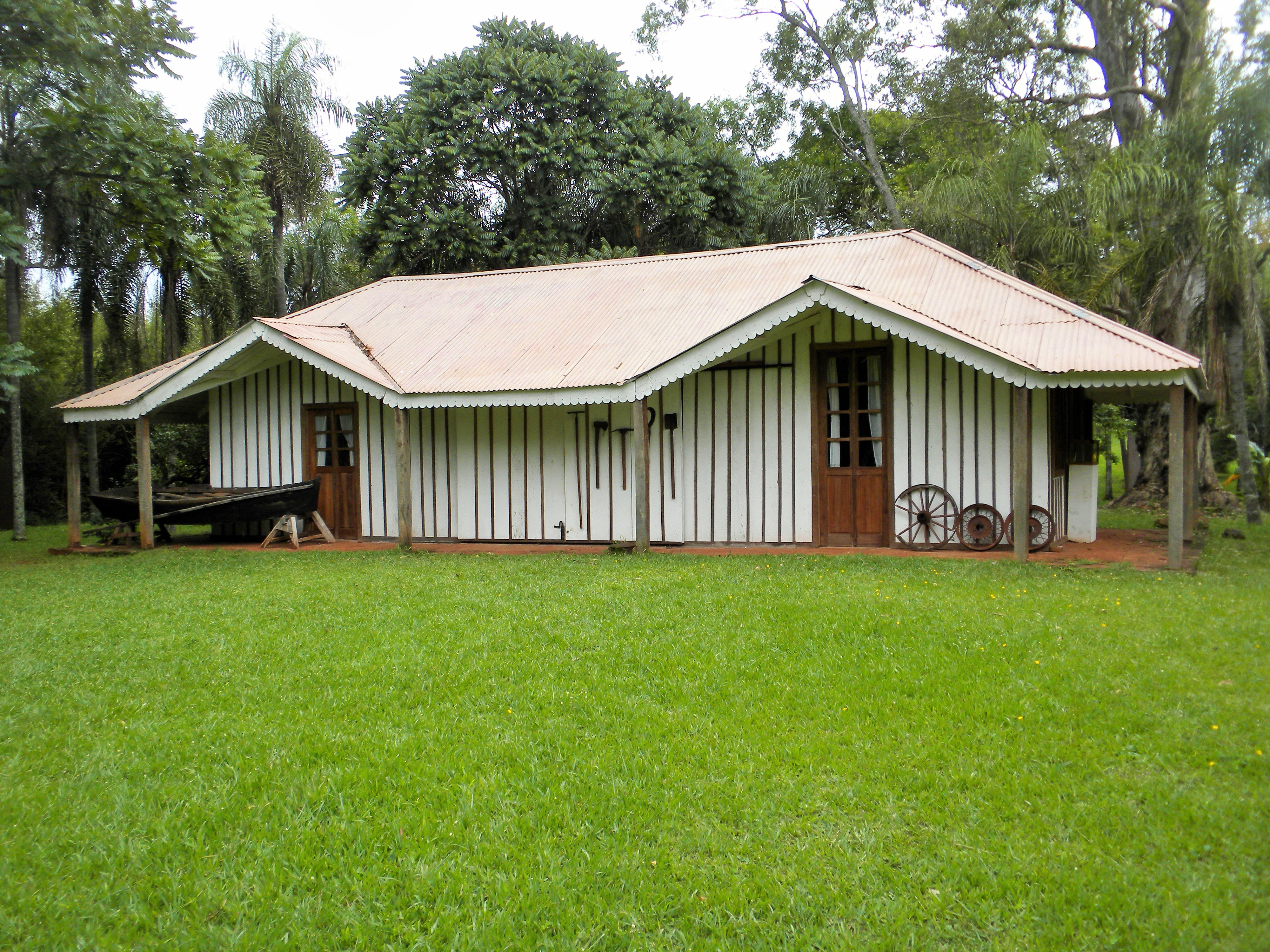
Casa de Horacio Quiroga
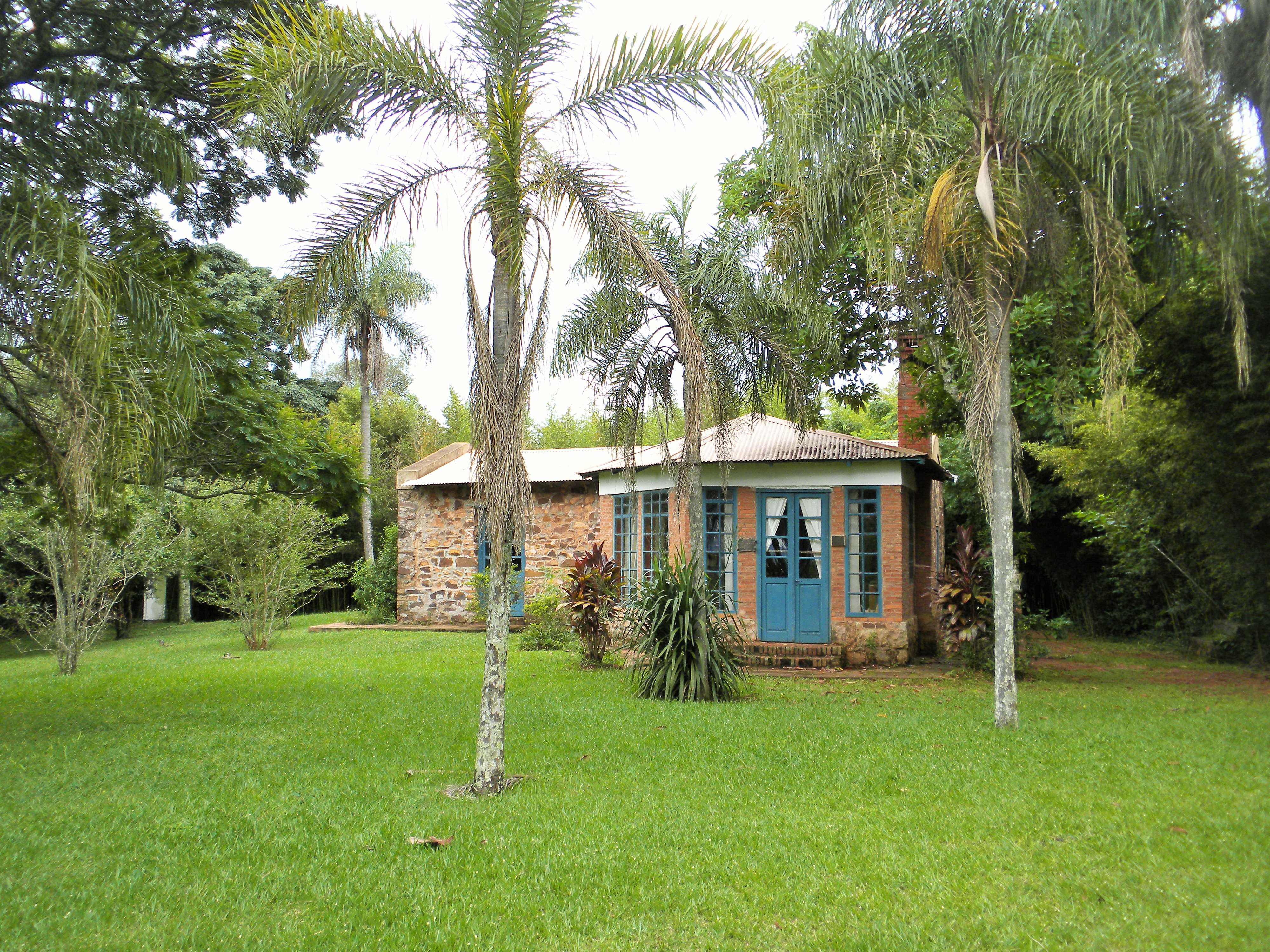
Museo
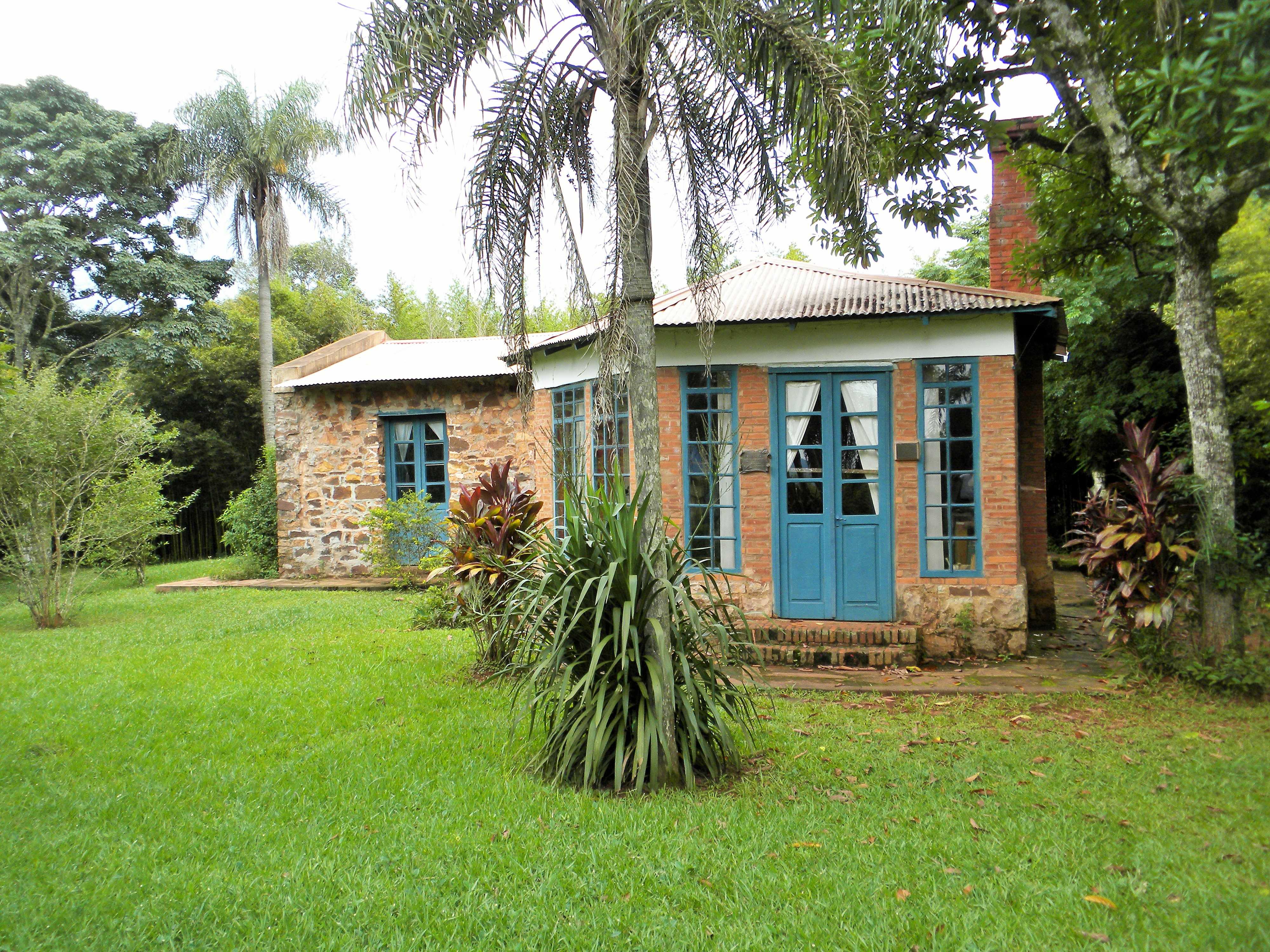
Casa de material
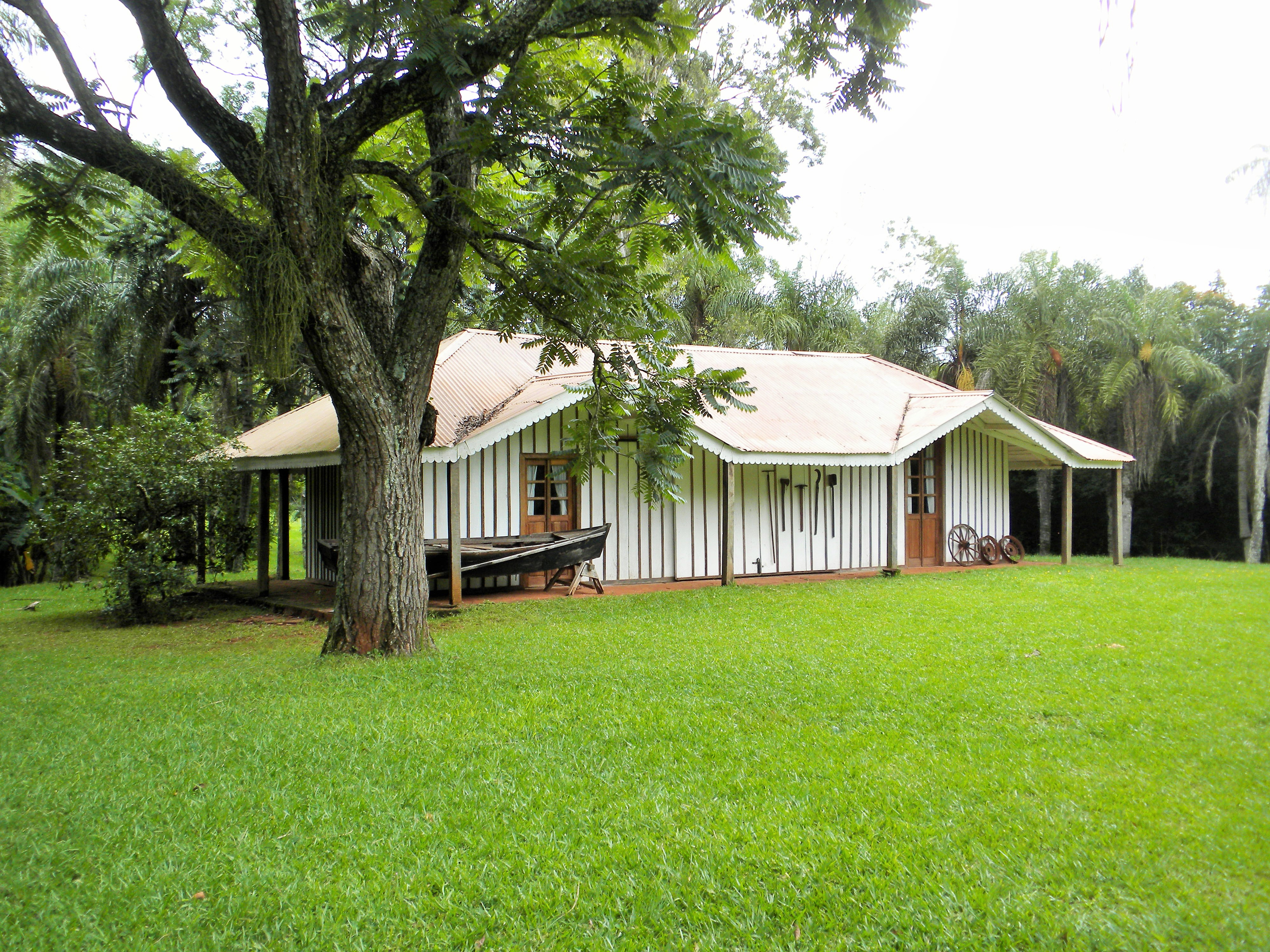
Vista de la casa
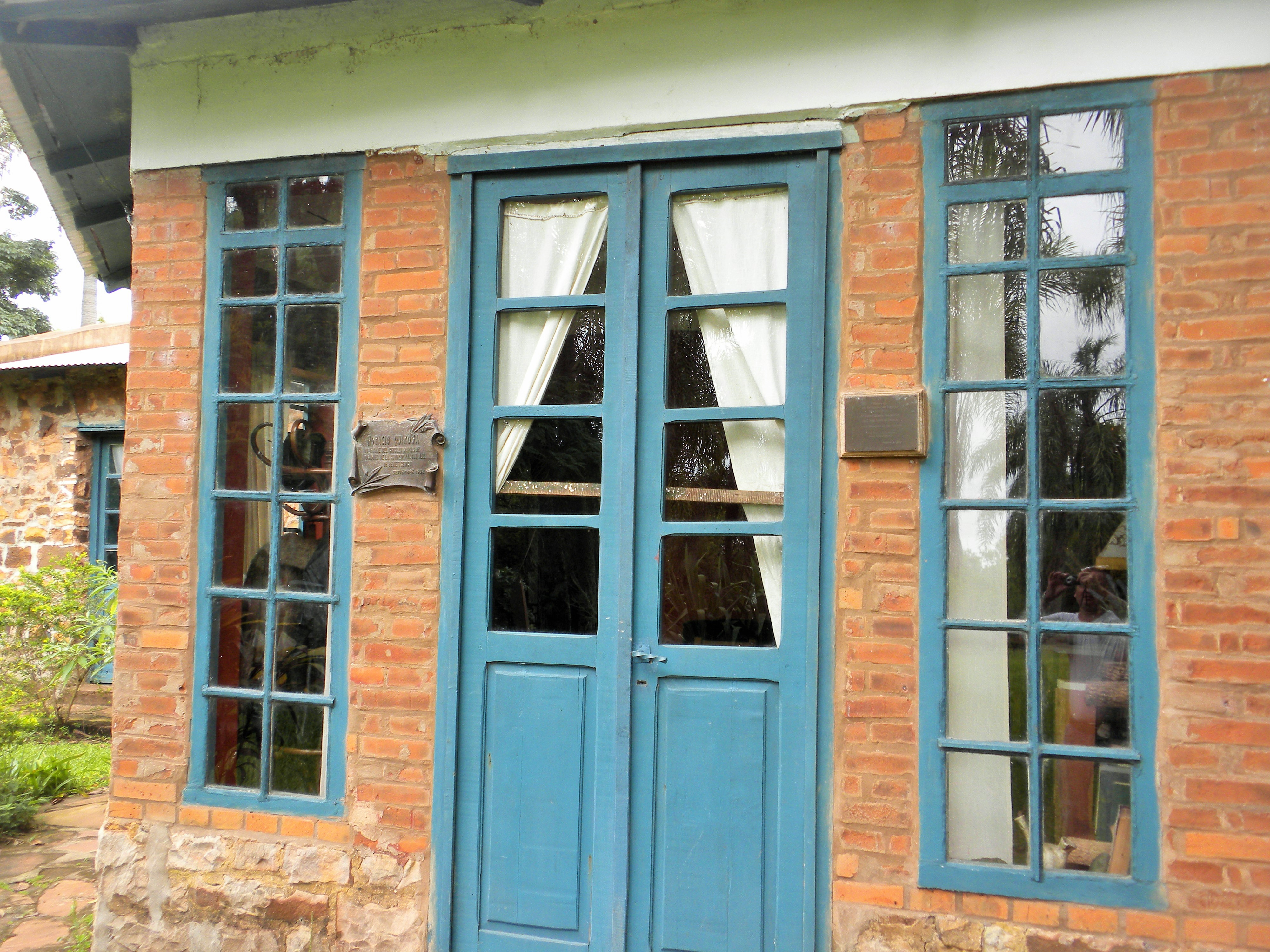
Fachada
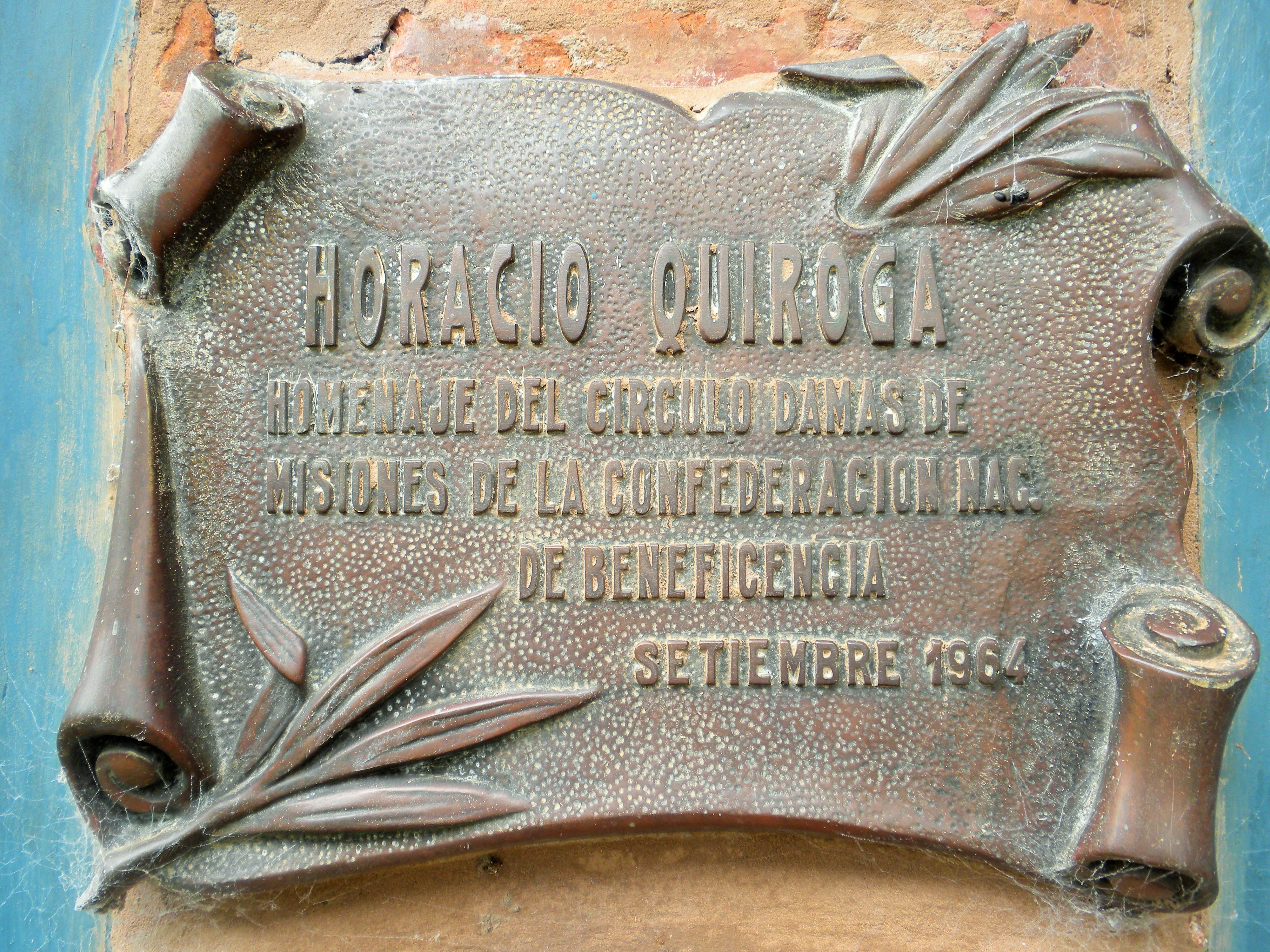
Homenaje
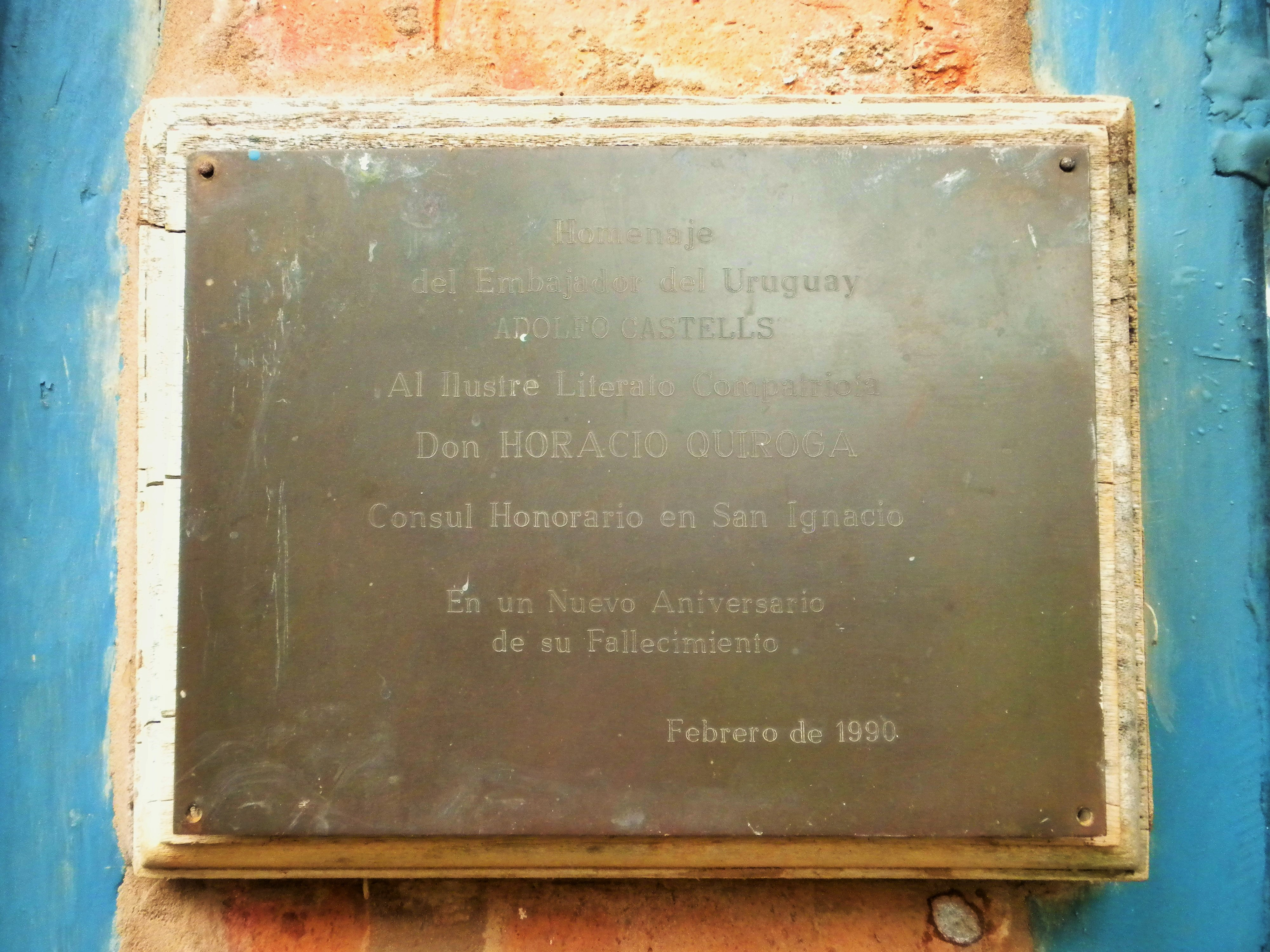
Placa